# Nina Stollewerk

Programmzettel zu einem Konzert, das Nina Stollewerk am 1. April 1852 in Dresden gab – Wien, Theatermuseum

Nina Stollewerk (* 18. Juli 1825 in Wien; † 26. Januar 1914 in Mödling bei Wien) war eine österreichische Komponistin, Pianistin und Sängerin sowie einige der wenigen Frauen, die bereits im 19. Jahrhundert ein Orchester dirigierten.

## Leben
Stollewerk studierte in Wien bei Simon Sechter und verfasste 1841, im Alter von 16 Jahren, erstmals einige Lieder. 1852 heiratete sie den Adligen Hugo von Rosthorn (1822–1879), der später als Bürochef bei der Kaiser Ferdinands-Nordbahn tätig war, behielt aber ihren Mädchennamen bei, unter dem auch die meisten ihrer Werke erschienen.
Sie trat in den folgenden Jahren mit mehreren großen Werken an die Öffentlichkeit und unternahm Tourneen durch mehrere große Städte Deutschlands.
Am 12. März 1853 berichtete die Rheinische Musik-Zeitung:

„Die Componistin Nina Edle von Rosthorn geb. Stollewerk, welche schon längere Zeit an den Nerven litt und sich deswegen einige Sommer in den Taunus- und Seebädern aufhielt, ist neuerlich sehr bedenklich erkrankt, und dadurch in der so schön begonnenen Laufbahn und der Kundgebung ihres Talentes in den rheinischen Städten gehemmt worden. Die Aerzte haben ihr auf das Strengste wenigstens auf zwei Jahre sowohl das Reisen als jede künstlerische Aufregung untersagt: sie wird demnächst nach dem mildern Klima ihrer süddeutschen Heimat zurückkehren, wohin sie unsere Anerkennung und unsere Wünsche begleiten.“

Am 2. Februar 1854 wurde in der Wiener Franziskanerkirche ihre Messe Nr. 3 in D-Dur aufgeführt, und sie beteiligte sich mit dem Vokalquartett Gute Nacht nach einem Text von Emanuel Geibel an dem Album Huldigung der Tonsetzer Wiens an Elisabeth Kaiserin von Österreich. Danach trat sie im öffentlichen Musikleben nicht mehr in Erscheinung.

## Werke (Auswahl)
Nina Stollewerk komponierte Vokal- und Instrumentalwerke, wobei ihre Vorliebe dem Lied mit Klavierbegleitung und dem Vokalquartett galt. Daneben entstanden mehrere Sinfonien, eine Ouverture fantastique sowie Messen und Militärmusik, die teilweise auch im Druck erschienen, insbesondere bei Diabelli in Wien und bei Kistner in Leipzig. Erhalten sind nur wenige Werke, darunter:
- Elisa’s erstes Begegnen, Lied nach einem Gedicht von Ferdinand Sauter op. 1 (1845)
- Liebchen, wo bist du?, Lied nach einem Gedicht von J. David op. 3 (1846)
- Drei Lieder op. 4 (1846)
- Zwei Lieder nach Gedichten von Siegfried Kapper op. 5 (1847)
- Drei Quartette für Männerstimmen op. 10 (1853)